# راجر بی. چافی
راجر بی. چافی (به انگلیسی: Roger B. Chaffee) فضانورد اهل کشور ایالات متحده آمریکا است که در ۱۵ فوریهٔ ۱۹۳۵ میلادی در گرند رپیدز، میشیگان زاده شد. وی در مأموریت آپولو ۱ حضور داشت. چافی به همراه دو فضانورد دیگر در آتش سوزی حین آزمایشات قبل از پرواز آپولو ۱ درگذشت.